# Rudolf Samper
Rudolf Samper (* 4. September 1912 in Memmingen; † 8. Mai 2001 in München) war ein deutscher Jurist und Schriftsteller. Er war Oberstaatsanwalt in München und Autor von Standardkommentaren zum bayerischen Kommunal- und Polizeirecht.

## Leben

### Studium, Verwaltung und Kriegsdienst
Samper studierte nach dem Abitur 1931 in München Rechts-, Staats- und Theaterwissenschaften sowie Kunst- und Literaturgeschichte an der Ludwig-Maximilians-Universität München. Zum 1. April 1932 trat er der NSDAP bei. Er legte 1935 seine Referendarprüfung ab, absolvierte sein Referendariat und absolvierte 1939 das Assessorexamen. 1939 wurde er an der Universität Erlangen mit der Dissertation Die notwendige Streitgenossenschaft (§ 62 ZPO) im Verfahren zum Dr. jur. promoviert.
Im gleichen Jahr trat er in den höheren Verwaltungsdienst von Bayern ein, mit erster Station im Landratsamt München. 1940 wurde er Probeassessor. In der Folge stieg er zum Regierungsassessor (1941) und Regierungsrat (1942) auf. Im Zweiten Weltkrieg diente er als Soldat der Wehrmacht während des Polen-, Frankreich- und Balkanfeldzugs sowie an der Ostfront, zuletzt im Dienstgrad eines Hauptmann.

### Wiedereinstellung und juristischer Werdegang
Nach einer fünfjährigen (ab 1944) sowjetischen Kriegsgefangenschaft wurde Samper 1950 erneut im Verwaltungsdienst, zunächst als Hilfskraft bei der Regierung der Oberpfalz, verwendet. Er wurde sodann Regierungsrat und Oberregierungsrat (1956) bei der Regierung von Oberbayern. Es führte ihn schließlich 1962 zur Oberstaatsanwaltschaft, wo er von 1970 bis 1975 ständiger Vertreter des Generalstaatsanwalts am Bayerischen Verwaltungsgerichtshof in München war.
Samper war Dozent an der Bayerischen Verwaltungsschule, der Bayerischen Beamtenfachschule und von 1970 bis 1980 an der Hochschule für Politik München. Er war ab 1964 langjähriger Verfasser des Gesetzeskommentars zum Gesetz über die Organisation der Bayerischen Staatlichen Polizei (POG) und zum Gesetz über Aufgaben und Befugnisse der Bayerischen Staatlichen Polizei  (PAG), welche von Heinz Honnacker und später Paul Beinhofer fortgeführt wurden. Außerdem war er ab 1970 als Nachfolger von Christoph Masson Autor des Standardkommentars zum bayerischen Kommunalrecht.
Er war später Justiziar des Kurmittelhauses Johannesbad in Bad Füssing.
In der Bundeswehr diente er als Reserveoffizier und bekleidete den Dienstgrad eines Oberstleutnants der Reserve.

### Korporationszeit
Während des Studiums (1931) wurde er Mitglied der Burschenschaft Danubia München, der er in der Bundesrepublik als Alter Herr erhalten blieb. Ausführlich äußerte er sich in dem Beitrag Die Aktivenzeit war eine unvergesslich schöne Zeit zu seinen Erlebnissen in der Burschenschaft. So war er Schriftleiter der „Danubenzeitung“, ab 1958 langjähriger Vorsitzender des Altherrenverbandes sowie Referent bei den sogenannten „Burschenschaftlichen Kränzchen“. Den „Aderlaß“ der Burschenschaft 1993 führte er auf das Ansinnen einer nachwachsenden „Politfraktion“ zurück. Von Zweifeln geplagt, trug auch ihn der Gedanke an einen Austritt, den er jedoch anstelle der Einhaltung des Lebensbundprinzips zurückstellte.

## Publikationen und politische Positionen
Samper schrieb sich selbst eine „politisch (konservative) Grundauffassung“ zu. Bereits in den 1960er Jahren äußerte er sich, so der SPIEGEL, wie folgt zum Grundgesetz: „[Das Grundgesetz] ist eben wesentlich vom Geiste alt-liberalen Gedankengutes beherrscht, und die neoliberalistische Rechtsprechung des Bundesverfassungsgerichtes, die in Wahrheit zutiefst reaktionär ist, vertieft dieses Gedankengut.“ In seinen Publikationen kritisierte er im selben Zeitraum u. a. den vermeintlichen „Terror der Massenmedien“. Ende der 1980er Jahre (nach seiner Pensionierung) fiel er laut taz durch revanchistisches Vokabular auf. Nach seiner Pensionierung veröffentlichte er auch in der im rechtsextremen Spektrum verorteten Verlagsgesellschaft Berg (Christian im Feuerofen. Als die Deutschen Demokraten werden sollten, 1997, Vergessene Wahrheiten. Ein Deutscher erinnert sich, 1998 und Die neuen Jakobiner. Von der Okkupation der Macht, 2000). Franz Schönhuber, ehemaliger Vorsitzender der Republikaner, zählte ihn in einer Publikation 2002 zu seinen damals besten Freunden.

## Auszeichnungen
- Bundesverdienstkreuz am Bande

## Schriften (Auswahl)
Neben den Kommentaren zum POG und PAG sowie zum bayerischen Kommunalrecht veröffentlichte er folgende Schriften:
- Rechts-ABC für Polizei und Verwaltung. Boorberg, Stuttgart 1964.
- Demonstrations- und Versammlungsrecht. Ein Leitfaden in allgemein verständlicher Form für das Recht der Versammlungen unter freiem Himmel und der Aufzüge. Erobuch, Freudenstadt 1968.
- Die neuen Jakobiner. Der Aufbruch der Radikalen. Herbig, München 1981, ISBN 3-7766-1134-0.
- Skizzen. Gedichte. Bläschke, Sankt Michael 1982, ISBN 3-7053-1683-4.
- Abitur 32. Leben im Dritten Reich. Chronik. Universitas, München 1984, ISBN 3-8004-1055-9.
- Wilde Jahre in Schwabing. Roman. Universitas, München 1992, ISBN 3-8004-1267-5.